# Stelian Țurlea
Stelian Țurlea (n. 6 ianuarie 1946) este un scriitor și jurnalist român. A absolvit Institutul de Limbi Străine, Facultatea de limbi romanice (franceză, spaniolă), Universitatea București, în 1968, și Facultatea de Filosofie, Universitatea București, în 1976. A fost aproape trei decenii redactor de politică externă (revista „Lumea”), a condus, după 1989, pentru scurt timp revistele „Lumea”, „Zig-Zag”, apoi ziarul „Meridian”, după care a lucrat în televiziune, ca șef al departamentului de știri al Antenei 1. Din 1996 a lucrat la Pro TV ca director editorial, iar din 2000 este și editor senior al „Ziarului de duminică”.
Este membru al Uniunii Scriitorilor din România din 1990. Autor a optsprezece romane, zece cărți de publicistică, nouă cărți pentru copii și două traduceri. A îngrijit șase albume.

## Publicații
Volume publicate:
- La nord și la sud  de Tejo – 1980, note de călătorie, Editura Sport Turism; 
- America celor trei asasinate (în colaborare) – 1982, publicistică, Editura Dacia;
- Dallas ’63, un dosar deschis – 1985, publicistică, Editura Politică;
- O lume bolnavă - 1987, publicistică, Editura Politică;
- Cadmos și clipa cea repede – 1988, note de călătorie, Editura Facla;  
- Pavană în peisaj marin - 1988, roman, Editura Cartea Românească; 
- SOS! Natura în pericol – 1989, publicistică, Editura Politică;
- Bomba drogurilor, 1991, publicistică, Editura Humanitas;
- Comandourile deșertului – Jean Bourdier (traducere) - 1991, Editura Militară;
- A cincea valiză - Jacques de Launay (traducere) - 1993, Editura Agni;
- Iubire interzisă - 1995, roman, Editura Intact; 
- Fă-ți patul și dormi! – 1997, roman, Editura Pro; 
- Pasărea nopții. Povești cu Daniel – 1998, literatură pentru copii, Editura Pro; ilustrații de Sorin Andreescu; 
- Revoluția în oglindă - 1999, publicistică, Editura Fundației Pro;
- Cavalerul spațial. Aventuri cu Daniel - 1999, literatură pentru copii, Editura Fundației Pro; ilustrații – arhitect Victor Crețulescu; 
- CIA – “Compania” cu ușile deschise – 2000, publicistică, Editura Fundației Pro;
- Martorul – 2000, roman, Editura Albatros; 
- Călătorie fantastică în vreme de eclipsă - 2000, literatură pentru copii, Editura Fundației Pro. Volum nominalizat pentru Premiile Uniunii Scriitorilor; 
- Virusul Mileniului – 2000, literatură pentru copii, Editura Fundației Pro; 
- Daniel și Dracula – 2001, literatură pentru copii, Editura Fundației Pro; 
- Italia mea – 2001, impresii și reportaje, Editura Eminescu; desene de Sorin Trușcă;
- Iubire în decembrie 89 – 2002, roman, Editura Meronia. Volum nominalizat pentru Premiile AER (Asociația Editorilor din România); 
- Magicianul în Pădurea Uitării – 2002, literatură pentru copii, Editura Fundației Pro; 
- Orbi în tranziție – 2003, roman, Editura Fundației Pro; 
- Planeta portocalie – 2003, teatru pentru copii, Editura Fundației Pro. Premiul Uniunii Scriitorilor; 
- Relatare despre Harap Alb – 2004, roman, Editura Fundației Pro. Premiul Asociației Editorilor din România pentru cea mai bună carte pentru copii a anului; 
- Ieși din rând! – 2005, roman, Editura Fundației Pro; 
- Prințul iluziilor, 2005, literatură pentru copii, Editura Fundației Pro; ilustrații de arhitect Cristina Popescu; 
- Darul Ioanei – 2007, roman, Editura Polirom, prefață de Daniel Cristea-Enache; 
- Greuceanu. Roman (cu un) polițist – 2007, roman, Editura Paralela 45; Premiul Asociației Scriitorilor din București; 2015 – Profusion Publishing, Londra, traducere în limba engleză de Ramona Mitrică, Mike Phillips și Mihai Rîșnoveanu;
- Fire and Ice. Cronica dragonilor, adaptare cinematografică – 2008, Editura RAO;
- Arunc-o pe soră-mea din tren! – 2009, roman, Editura Cartea românească; 
- Carol I, un destin pentru Romania, reconstituire istorică împreună cu Ion Bulei, Editura RAO, 2009;
- În absența tatălui – 2009, roman, Editura Leda, prefață de Dan C. Mihăilescu, postfață de Daniel Cristea-Enache; 2013, traducere în limba italiană, de Ingrid Beatrice Coman, In assenza del padre, Editura Rediviva; 2018 - traducere in limba spaniolă de Dan Munteanu Colán, En ausencia del padre, Editorial Dalya;
- Trei femei – 2010, roman, Editura Cartea românească; 
- Te voi răpi la noapte! – 2011, roman, Editura Cartea românească; 
- Îmi ies din minți – 2011, roman, Crime Scene Publishing; 2013 - ediție bilingvă română-engleză online, Contemporary Literature Press, traducere de Ruth O’Callaghan, Lidia Vianu, Cosmin Maricari, Ruxandra Câmpeanu și Adriana Minculescu;
- Cincizeci de ani – 2013, roman, Editura Tritonic;
- Caz închis – 2013, roman, Editura Cartea românească; 
- Crimă la Torino – 2014, roman, Crime Scene Press;
- Colonia (aproape ca un blues) – 2015, roman, Editura Vremea, prefață de Alex Ștefănescu; 2023, traducere în limba italiană de Ingrid Beatrice Coman Prodan La Colonia (quasi come un blues), Editura Rediviva;
- Ieși din viața mea! – 2015, roman, Crime Scene Press;
- Istoria inedită a unui ziar cultural. 15 ani cu Ziarul de duminică – 2015, publicistică, Editura Casa de pariuri literare;
- Săptămâna nebună – 2016, roman, Crime Scene Press;
- Ești pe cont propriu – 2017, roman, Crime Scene Press,
- Vă plac blondele? – 2017, povestiri, Crime Scene Press;
- Un plan atât de bine pus la punct – 2018, roman, Crime Scene Press;
- Algoritmul Funcoin – 2018, roman, Crime Scene Press;
- Înnebunește-i! – 2019, roman, Crime Scene Press;
- La taifas – împreună cu Cristina Țurlea – 2021, memorii (literatură non-ficțională), Editura Integral;
- Dragoste în vreme de covid – 2021 roman, Editura Integral;
- Sonată pentru șapte voci – 2021, roman, Deditura Integral;
- Rendez-vous la Happy Hour – 2021, roman, Crime Scene Press;
- Cin’ să tundă câini în Bran? - 2021, roman, Editura Integral;
- 24 – 2021, roman Editura Integral:
- Ne dați ori nu ne dați? (Trick or treat!) 2021, roman, Editura Integral;
- L-au răpit pe Moș Crăciun! – 2021, literatură pentru copii și adulți, Editura Integral;
- Iubește-mă! – 2022, roman, Editura Integral;
- Afrodita lui Dalí – 2022, roman, Edditura Integral;
- Călătorie imaginară în centrul lumii sau De vorbă cu Pitia – 2022, note de călătorie, Editura Integral;
- Lumea Cristinei - 2023, roman, Editura Integral;
- Femeia Deltei – 2023, povestiri, Editura Integral;
- Scrisul m-a salvat. În dialog cu Daniel Cristea Enache, 2023, Editura Integral,
- Nu te-am văzut îndeajuns. Povestea unei iubiri - 2024, literatură nonficțională, Editura Integral;
- Punctul ei de vedere - 2024, roman Editura Integral.

## Ingrijiri de ediții:
-  Bucureștii în vremea lui Carol I, 3 volume, 2006, Editura Fundației Pro, Premiul special al Uniunii Scriitorilor; 2007 - ediția a doua, Editura Cadmos;
-  Nicolae Noica – Lucrări publice în vremea lui Carol I. Acte de fundare, 2007, Editura Cadmos;
-  Nicolae Noica – Palatul Patriarhiei, 2008, Editura Cadmos;
-  Nicolae Noica – Palatul Regal, 2009, Editura Cadmos;
-  Cristina Țurlea – Cronica restaurării Palatului vechi B.N.R., 2010, Editura Cadmos;
-  Cristina Țurlea – Centrul istoric financiar-bancar al Bucureștilor, 2011, Editura Cadmos;
- Cristina Țurlea - Simboluri în arhitectura palatelor financiar-bancare. 9 secole de arhitectură în 666 imagini. 2020, Editura Meronia.

## Traduceri:
-    Comandourile deșertului – Jean Bourdier - 1991, Editura Militară;
-    A cincea valiză - Jacques de Launay - 1993, Editura Agni;

## Premii literare și de media:
A primit Premiul Uniunii Scriitorilor pentru literatură pentru copii (2003),  Premiul Asociației Editorilor din România pentru literatură pentru copii (2005), Premiul Special al Uniunii Scriitorilor (2006), Premiul Asociaților Scriitorilor din București (2007), Premiul „Flacăra” pentru literatură (2011). A fost nominalizat la Premiul Uniunii Scriitorilor pentru literatură pentru copii în 2000 și Premiul AER pentru roman în 2003.
Premii în jurnalistică: Premiul Asociației Profesioniștilor din Televiziune (APTR) pentru jurnalul de știri Observator (Antena 1), 1995, Premiul APTR pentru Observator, 1996, Premiul special APTR pentru documentarul „13-15 iunie 1990”, 1996, Premiul Fundației Pro pentru manageriat jurnalism, 1999, Premiul Fundației Pro pentru jurnalism, 2001, Premiul Radio Romania Cultural pentru „Ziarul de Duminică”, 2007.
1. ↑  Autoritatea BnF, accesat în 27 martie 2017